# Citybuss i Piteå
Citybuss i Piteå AB, var ett privatägt bussbolag som från 1 januari 2007 fram till 1 juli 2021 körde tätortstrafik i Piteå med omnejd, på uppdrag av Piteå kommun.
Lokaltrafiken i Piteå ingår inte i Länstrafiken Norrbotten och har eget biljettsystem, liksom det är för andra städer i Norrbottens län. Sedan 1 juli 2021 körs stadstrafiken i Piteå av Nobina under det nya varumärket Piteå Stadsbuss.